# 60.ª edición de los Premios Óscar
La 60.ª edición de los Óscar premió a las mejores películas de 1987. Organizada por la Academia de Artes y Ciencias Cinematográficas, tuvo lugar en el Shrine Auditorium de Los Ángeles el 11 de abril de 1988. El presentador de la gala fue el actor Chevy Chase.
El último emperador ganó todas los premios a los que había sido nominado, incluido mejor película y mejor director para Bernardo Bertolucci. Por sus actuaciones Hechizo de luna, Cher y Olympia Dukakis ganaron los premios de mejor actriz y mejor actriz de reparto, respectivamente. Michael Douglas consiguió el premio al mejor actor por su papel en Wall Street; Sean Connery ganó el de Mejor actor de reparto por Los intocables de Eliott Ness.

## Candidaturas y ganadores

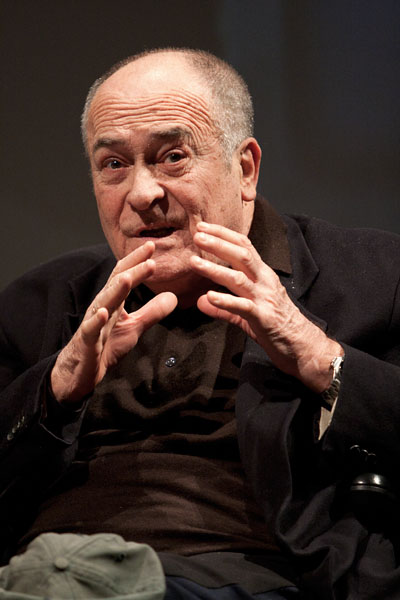
Bernardo Bertolucci fue el ganador del Óscar al mejor director por El último emperador.

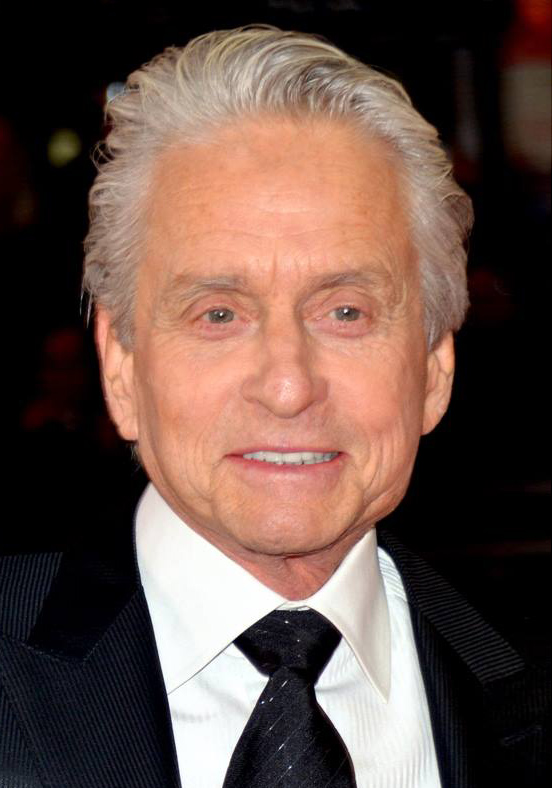
Michael Douglas fue el ganador del Óscar al mejor actor por Wall Street.

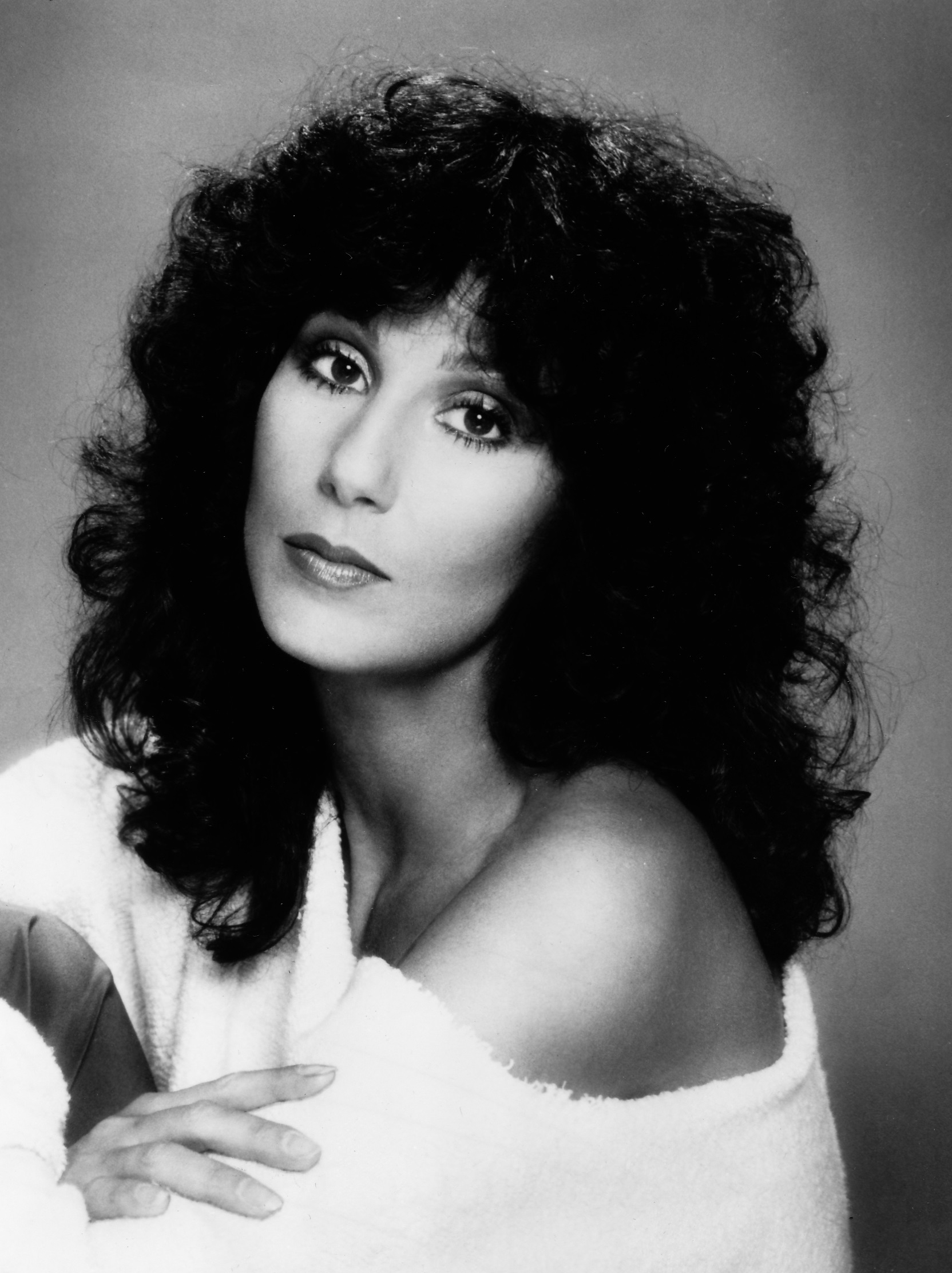
Cher fue la ganadora del Óscar a mejor actriz por Hechizo de luna.

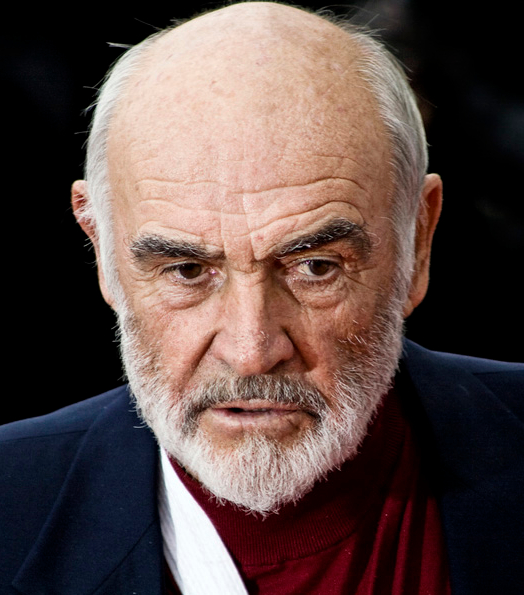
Sean Connery fue el ganador del Óscar a mejor actor de reparto por The Untouchables.

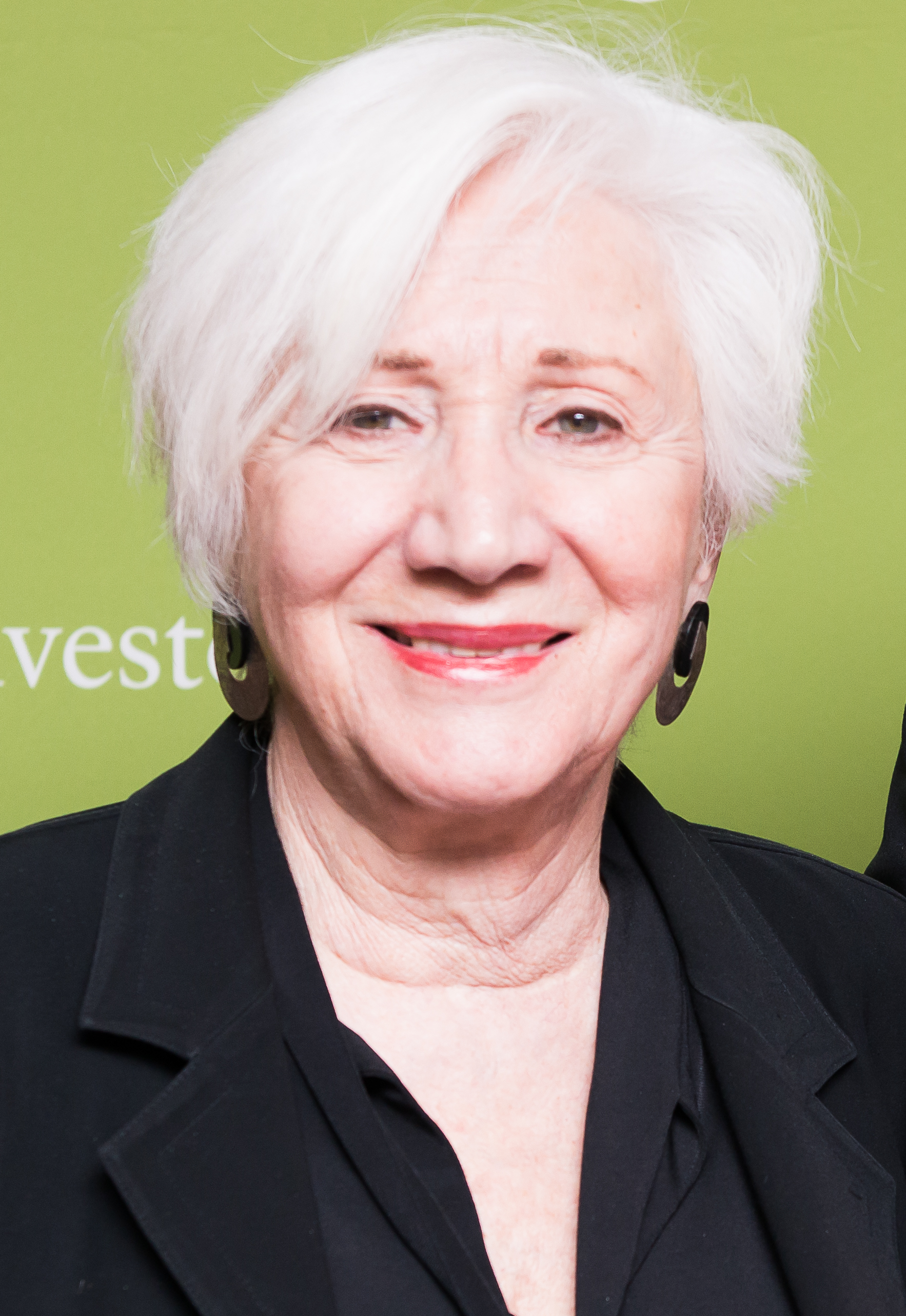
Olympia Dukakis fue la ganadora del Óscar a la mejor actriz de reparto por Hechizo de luna.

Indica el ganador dentro de cada categoría.
| Mejor película Presentado por: Eddie Murphy | Mejor director Presentado por: Robin Williams |
| --- | --- |
| The Last Emperor (El último emperador) — Jeremy Thomas. | Bernardo Bertolucci — The Last Emperor (El último emperador). |
| - Fatal Attraction (Atracción fatal) — Stanley R. Jaffe y Sherry Lansing - Broadcast News (Al filo de la noticia) — James L. Brooks - Moonstruck (Hechizo de luna) — Norman Jewison y Patrick Palmer - Hope and Glory (Esperanza y gloria) — John Boorman | - John Boorman — Hope and Glory (Esperanza y gloria) - Lasse Hallström — Mitt liv som hund (Mi vida como un perro). - Norman Jewison — Moonstruck (Hechizo de luna) - Adrian Lyne — Fatal Attraction (Atracción fatal) |
| Mejor actor Presentado por: Marlee Matlin | Mejor actriz Presentado por: Paul Newman |
| Michael Douglas — Wall Street como Gordon Gekko | Cher — Moonstruck (Hechizo de luna) como Loretta Castorini |
| - William Hurt — Broadcast News (Al filo de la noticia) como Tom Grunick - Marcello Mastroianni — Oci ciornie (Ojos negros) como Romano - Jack Nicholson — Ironweed (Tallo de hierro) como Francis Phelan - Robin Williams — Good Morning, Vietnam como Adrian Cronauer | - Glenn Close — Fatal Attraction (Atracción fatal) como Alex Forrest - Holly Hunter — Broadcast News (Al filo de la noticia) como Jane Craig - Sally Kirkland — Anna como Anna - Meryl Streep — Ironweed (Tallo de hierro) como Helen Archer |
| Mejor actor de reparto Presentado por: Cher y Nicolas Cage | Mejor actriz de reparto Presentado por: Glenn Close y Michael Douglas |
| Sean Connery — The Untouchables (Los intocables de Eliot Ness) como Jim Malone | Olympia Dukakis — Moonstruck (Hechizo de luna) como Rose Castorini |
| - Albert Brooks — Broadcast News (Al filo de la noticia) como Aaron Altman - Morgan Freeman — Street Smart (El reportero de la calle 42) como Leo "Fast Black" Smalls, Jr. - Vincent Gardenia — Moonstruck (Hechizo de luna) como Cosmo Castorini - Denzel Washington — Cry Freedom (Grita libertad) como Steve Biko | - Norma Aleandro — Gaby: A True Story (Gaby, una historia verdadera) como Florencia Sánchez Morales - Anne Archer — Fatal Attraction (Atracción fatal) como Beth Gallagher - Anne Ramsey — Throw Momma from the Train (Tira a mamá del tren) como la Sra. Lift - Ann Sothern — The Whales of August (Las ballenas de agosto) como Tisha Doughty |
| Mejor guion escrito directamente para la pantalla Presentado por: Gregory Peck y Audrey Hepburn | Mejor guion basado en material de otro medio Presentado por: Gregory Peck y Audrey Hepburn |
| Moonstruck (Hechizo de luna) — John Patrick Shanley | The Last Emperor (El último emperador) — Mark Peploe y Bernardo Bertolucci basado en la autobiografía From Emperor to Citizen: The Autobiography of Aisin-Gioro Pu Yi por Henry Pu Yi |
| - Au revoir les enfants (Adiós, muchachos) — Louis Malle - Broadcast News (Al filo de la noticia) — James L. Brooks - Radio Days (Días de radio) — Woody Allen - Hope and Glory (Esperanza y gloria) — John Boorman | - Fatal Attraction (Atracción fatal) — James Dearden basado en el cortometraje Diversión por James Dearden - The Dead (Dublineses (Los muertos)) — Tony Huston basado en el relato de James Joyce - Full Metal Jacket (La chaqueta metálica) — Stanley Kubrick, Michael Herr y Gustav Hasford basado en la novela Un chaleco de acero de Gustav Hasford - Mitt liv som hund (Mi vida como un perro) — Lasse Hallström, Reidar Jönsson, Brasse Brännström y Per Berglund basado en la novela Mitt liv som hund de Reidar Jönsson |
| Mejor película extranjera (de habla no inglesa) Presentado por: James Garner y Faye Dunaway | Mejor documental largo Presentado por: Steve Guttenberg |
| Babettes gæstebud (El festín de Babette) (Dinamarca) — Gabriel Axel | The Ten-Year Lunch: The Wit and Legend of the Algonquin Round Table — Aviva Slesin |
| - Asignatura aprobada (España) — José Luis Garci - Au revoir les enfants (Adiós, muchachos) (Francia) — Louis Malle - Veiviseren - Ofelas (Pathfinder, el guía del desfiladero) (Noruega) — Nils Gaup - La famiglia (La familia) (Italia) — Ettore Scola | - A Stitch for Time — Barbara Herbich y Cyril Christo - Eyes on the Prize: America's Civil Rights Years/Bridge to Freedom 1965 — Bruce Weber y Nan Bush - Hellfire: A Journey from Hiroshima — John Junkerman y John W. Dower - Radio Bikini — Robert Stone |
| Mejor documental corto Presentado por: Joan Chen | Mejor cortometraje Presentado por: Paul Reubens como Pee-wee Herman |
| Young at Heart — Sue Marx y Pamela Conn | Ray's Male Heterosexual Dance Hall — Jonathan Sanger y Jana Sue Memel |
| - Frances Steloff: Memoirs of a Bookseller — Deborah Dickson - In the Wee Wee Hours... — Frank Daniel y Izak Ben-Meir - Language Says It All — Megan Williams - Silver Into Gold — Lynn Mueller | - Making Waves — Ann Wingate - Shoeshine — Robert A. Katz |
| Mejor cortometraje animado Presentado por: Tom Selleck | Mejor banda sonora Presentado por: Patrick Swayze y Jennifer Grey |
| El hombre que plantaba árboles — Frédéric Back | The Last Emperor (El último emperador) — Ryūichi Sakamoto, David Byrne y Cong Su |
| - George and Rosemary — Eunice Macaulay - Your Face — Bill Plympton | - Cry Freedom (Grita libertad) — George Fenton y Jonas Gwangwa - Empire of the Sun (El imperio del sol) — John Williams - Las brujas de Eastwick (The Witches of Eastwick) — John Williams - The Untouchables (Los intocables de Eliot Ness) — Ennio Morricone |
| Mejor canción original Presentado por: Liza Minnelli y Dudley Moore | Mejor sonido Presentado por: Billy Crystal |
| «(I've Had) The Time of My Life» — Dirty Dancing; Música por Franke Previte, John DeNicola y Donald Markowitz; Letra por Franke Previte | The Last Emperor (El último emperador) — Bill Rowe e Ivan Sharrock |
| - «Cry Freedom» — Cry Freedom (Grita libertad); Música y Letra por George Fenton y Jonas Gwangwa - «Nothing's Gonna Stop Us Now» — Mannequin (Maniquí); Música y Letra por Albert Hammond y Diane Warren - «Shakedown» — Beverly Hills Cop II (Superdetective en Hollywood II); Música por Harold Faltermeyer y Keith Forsey; Letra por Harold Faltermeyer, Keith Forsey y Bob Seger - «Storybook Love» — The Princess Bride (La princesa prometida); Música y Letra por Willy DeVille                                              | - Empire of the Sun (El imperio del sol) — Robert Knudson, Don Digirolamo, John Boyd y Tony Dawe - Las brujas de Eastwick (The Witches of Eastwick) — Wayne Artman, Tom Beckert, Tom Dahl y Art Rochester - Lethal Weapon (Arma letal) — Les Fresholtz, Dick Alexander, Vern Poore y Bill Nelson - RoboCop — Michael J. Kohut, Carlos de Larios, Aaron Rochin y Robert Wald |
| Mejor dirección artística Presentado por: Olivia de Havilland | Mejor fotografía Presentado por: Mel Gibson y Danny Glover |
| The Last Emperor (El último emperador) — Dirección artística: Ferdinando Scarfiotti; Diseño de decorados: Bruno Cesari y Osvaldo Desideri | The Last Emperor (El último emperador) — Vittorio Storaro |
| - Radio Days (Días de radio) – Dirección artística: Santo Loquasto; Diseño de decorados: Carol Joffe, Les Bloom y George DeTitta, Jr. - Empire of the Sun (El imperio del sol) — Dirección artística: Norman Reynolds; Diseño de decorados: Harry Cordwell - Hope and Glory (Esperanza y gloria) — Dirección artística: Anthony Pratt; Diseño de decorados: Joan Woollard - The Untouchables (Los intocables de Eliot Ness) — Dirección artística: Patrizia Von Brandenstein y William A. Elliott; Diseño de decorados: Hal Gausman | - Broadcast News (Al filo de la noticia) — Michael Ballhaus - Empire of the Sun (El imperio del sol) — Allen Daviau - Hope and Glory (Esperanza y gloria) — Philippe Rousselot - Matewan — Haskell Wexler |
| Mejor maquillaje Presentado por: John Candy | Mejor diseño de vestuario Presentado por: Kevin Costner y Daryl Hannah |
| Harry and the Hendersons (Harry y los Henderson) — Rick Baker | The Last Emperor (El último emperador) — James Acheson |
| - Happy New Year — Bob Laden. | - The Dead (Dublineses (Los muertos)) — Dorothy Jeakins - Empire of the Sun (El imperio del sol) — Bob Ringwood - Maurice — Jenny Beavan y John Bright - The Untouchables (Los intocables de Eliot Ness) — Marilyn Vance-Straker |
| Mejor montaje Presentado por: Sean Young y Rob Lowe | Mejores efectos visuales Presentado por: Sean Connery |
| The Last Emperor (El último emperador) — Gabriella Cristiani | Innerspace (El chip prodigioso) — Dennis Muren, William George, Harley Jessup y Kenneth Smith |
| - Fatal Attraction (Atracción fatal) — Michael Kahn y Peter E. Berger - Broadcast News (Al filo de la noticia) — Richard Marks - Empire of the Sun (El imperio del sol) — Michael Kahn - RoboCop — Frank J. Urioste | - Predator (Depredador) — Joel Hynek, Robert M. Greenberg, Richard Greenberg y Stan Winston |

### Premio Irving Thalberg
- Billy Wilder[4]

### Premio al Logro Especial
- Stephen Hunter Flick y John Pospisil, por los efectos de sonido por RoboCop.[5]

## Premios y nominaciones múltiples
| Película                                         | Nominaciones | Premios |
| ------------------------------------------------ | ------------ | ------- |
| The Last Emperor (El último emperador)           | 9            | 9       |
| Moonstruck (Hechizo de luna)                     | 6            | 3       |
| The Untouchables (Los intocables de Eliot Ness)  | 4            | 1       |
| Innerspace (El chip prodigioso)                  | 1            | 1       |
| Dirty Dancing                                    | 1            | 1       |
| Babettes gæstebud (El festín de Babette)         | 1            | 1       |
| Harry and the Hendersons (Harry y los Henderson) | 1            | 1       |
| Wall Street                                      | 1            | 1       |
| Broadcast News (Al filo de la noticia)           | 7            | 0       |
| Fatal Attraction (Atracción fatal)               | 6            | 0       |
| Empire of the Sun (El imperio del sol)           | 6            | 0       |
| Hope and Glory (Esperanza y gloria)              | 5            | 0       |
| Cry Freedom (Grita libertad)                     | 3            | 0       |
| Au revoir les enfants (Adiós, muchachos)         | 2            | 0       |
| Las brujas de Eastwick (The Witches of Eastwick) | 2            | 0       |
| Radio Days (Días de radio)                       | 2            | 0       |
| The Dead (Dublineses (Los muertos))              | 2            | 0       |
| Mitt liv som hund (Mi vida como un perro)        | 2            | 0       |
| RoboCop                                          | 2            | 0       |
| Ironweed (Tallo de hierro)                       | 2            | 0       |